# 硕衣河
硕衣河，是中国长江流域的一条河流，汇入松麦河，属于金沙江水系。河长306千米，流域面积5650平方千米，年均流量76立方米每秒。自然落差2367米。水能理论蕴藏量68万千瓦。